# Al-Kasim (Irak)
Al-Kasim – miasto w Iraku, w muhafazie Babilon. W 2009 roku liczyło 66 713 mieszkańców.